# رودريغو (لاعب كرة قدم مواليد 1980)
رودريغو (بالبرتغالية: Rodrigo Baldasso da Costa‏) هو لاعب كرة قدم برازيلي في مركزي الدفاع وقلب الدفاع، ولد في 27 أغسطس 1980 في Lençóis Paulista ‏ في البرازيل. لعب مع دينامو كييف وغريميو بورتو أليغرينزي ونادي إنترناسيونال ونادي بونتي بريتا ونادي ساو باولو ونادي غوياس ونادي فاسكو دا غاما ونادي فلامنغو ونادي فيتوريا.

## وصلات خارجية
- رودريغو (لاعب كرة قدم مواليد 1980) على موقع اتحاد أوكرانيا (الإنجليزية)
- رودريغو (لاعب كرة قدم مواليد 1980) على موقع قاعدة بيانات كرة القدم.إي يو (الإنجليزية)
- رودريغو (لاعب كرة قدم مواليد 1980) على موقع Soccerway.com (الإنجليزية)